# تاکومی آداچی
تاکومی آداچی (ژاپنی: 安達巧؛ زادهٔ ۱۱ آوریل ۱۹۶۶) کشتی‌گیر اهل ژاپن است که در رقابت‌های بازی‌های المپیک تابستانی ۱۹۹۲ حضور داشت. او همچنین در مسابقات کشتی بازی‌های آسیایی ۱۹۹۰ در پکن و در وزن ۶۲ کیلوگرم، مدال طلا را به‌دست‌آورد.